# Badjarwan
Badjarwan és una vila i antiga fortalesa de Mukan (Mughan) al sud de l'Araxes entre Ardabil i Bardhaa a l'Arran.
La seva conquesta pel general àrab al-Ashath ibn Kays al-Kindi va suposar l'enfonsament de la resistència persa sassànida a tota la província. Fou ocupada després per Said ibn Amr al-Harashi en la seva campanya contra els khàzars el 730.
Després dels omeies desapareix de les cròniques; al segle xiv és esmentada com a vila en ruïnes.